# Tinolius sundensis
Tinolius sundensis är en fjärilsart som beskrevs av George Francis Hampson 1926. Tinolius sundensis ingår i släktet Tinolius och familjen nattflyn. Inga underarter finns listade i Catalogue of Life.